# Gyurmalin

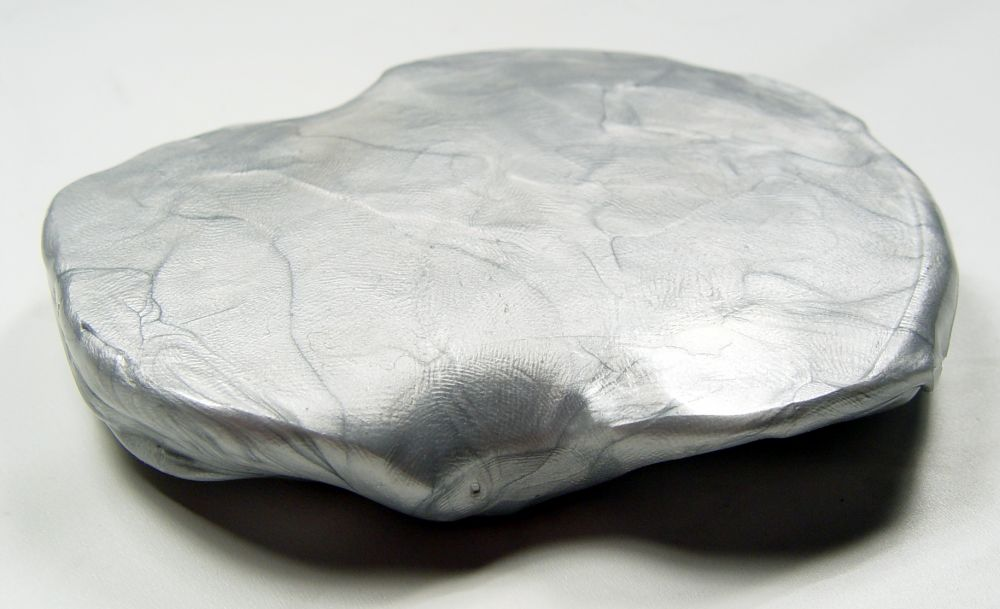
Ezüst színű gyurmalin

A gyurmalin (intelligens gyurma) több különböző anyag fizikai jellemzőit testesíti meg. Dr. L. Warrick a természetes gumi helyettesítésére tervezte ezt az anyagot. Kiszáradás nélkül hosszútávon használható. Speciális változatai léteznek: a mágneses, a színváltó, a világító vagy színjátszó.

## Története
A gyurmalint eredetileg Dr. L. Warrick készítette a II. világháború idején, hogy a természetes gumit helyettesítse mesterségessel. Nem sikerült neki a háború befejezése előtt feltalálni a tökéletes mesterséges gumit, de ezt a szórakoztató játékot hozta létre (mindig tartott a zsebében egy keveset).

## Jellemzői
- A gyurmalin egy pattogó, szakadó, nyúlékony és törhető gyurma egyben.
- Nem megy tönkre a víztől.
- Könnyen beleragad a textil szövetbe. De alkohollal ki lehet szedni szinte minden ruhából.

## Fajtái

### Mágneses
Egy erős mágnes hatására mozogni kezd a mágnes irányába. Vagy kisebb darabok rátapadnak a mágnesre, esetleg kemény lesz a felszíne.

### Színváltó
A hő hatására viszonylag gyorsan váltja színét pl. pirosról sárgára.

### Világító
Egy erős lámpa (mindegy, hogy uv, led, zseblámpa) könnyedén feltölti a gyurmát elegendő fénnyel, hogy a sötétben világítson. Gyorsan piszkolódik, mert általában fehér.

### Színjátszó
Különböző színárnyalatokat hordoz. Olyan mintha színt váltana.

### Klasszikus
Simán egy szín. Majdnem minden színárnyalatban létezik.

## Fantázianevek
Minden gyurmának van fantázia neve, pl. kaméleon (színváltó). Ezek a nevek nagyon sokat elárulnak a gyurmáról.